# ژوسلین سوم، کنت ادسا
ژوسلین سوم (به انگلیسی: Joscelin III, Count of Edessa)، کنت ادسا و پسر ژوسلین دوم، کنت ادسا بود که از ۱۱۴۴ میلادی کنترل این کنت‌نشین را در دست داشت. وی پس از مدتی به عنوان نماینده پادشاهی اورشلیم به دربار بیزانس رفت و همچنین در جریان نبرد ایوبیان با صلیبیون و جنگ صلیبی سوم از فرماندهان ارشد صلیبیون محسوب می‌شد.